# Холокост в Любанском районе (Минская область)
Холокост в Лю́банском районе — систематическое преследование и уничтожение евреев на территории Любанского района Минской области оккупационными властями нацистской Германии и коллаборационистами в 1941—1944 годах во время Второй мировой войны, в рамках политики «Окончательного решения еврейского вопроса» — составная часть Холокоста в Белоруссии и Катастрофы европейского еврейства.

## Геноцид евреев в районе
Любанский район был полностью оккупирован немецкими войсками в начале июля 1941 года, и оккупация продлилась более трёх лет — до июля 1944 года. Нацисты включили юго-западную часть Любанского района в состав территории, административно отнесённой в состав генерального округа Белорутения рейхскомиссариата Остланд с подчинением Слуцкому гебитскомиссариату, а остальную часть района — к зоне армейского тыла группы армий «Центр».
Вся полнота власти в районе принадлежала зондерфюреру — немецкому шефу района, который подчинялся руководителю округи — гебитскомиссару. Во всех крупных деревнях района были созданы районные (волостные) управы и полицейские гарнизоны из коллаборационистов.
Для осуществления политики геноцида и проведения карательных операций сразу вслед за войсками в район прибыли карательные подразделения войск СС, айнзатцгруппы, зондеркоманды, тайная полевая полиция (ГФП), полиция безопасности и СД, жандармерия и гестапо.
Одновременно с оккупацией нацисты и их приспешники начали поголовное уничтожение евреев. «Акции» (таким эвфемизмом гитлеровцы называли организованные ими массовые убийства) повторялись множество раз во многих местах. В тех населенных пунктах, где евреев убили не сразу, их содержали в условиях гетто вплоть до полного уничтожения, используя на тяжелых и грязных принудительных работах, от чего многие узники умерли от непосильных нагрузок в условиях постоянного голода и отсутствия медицинской помощи.

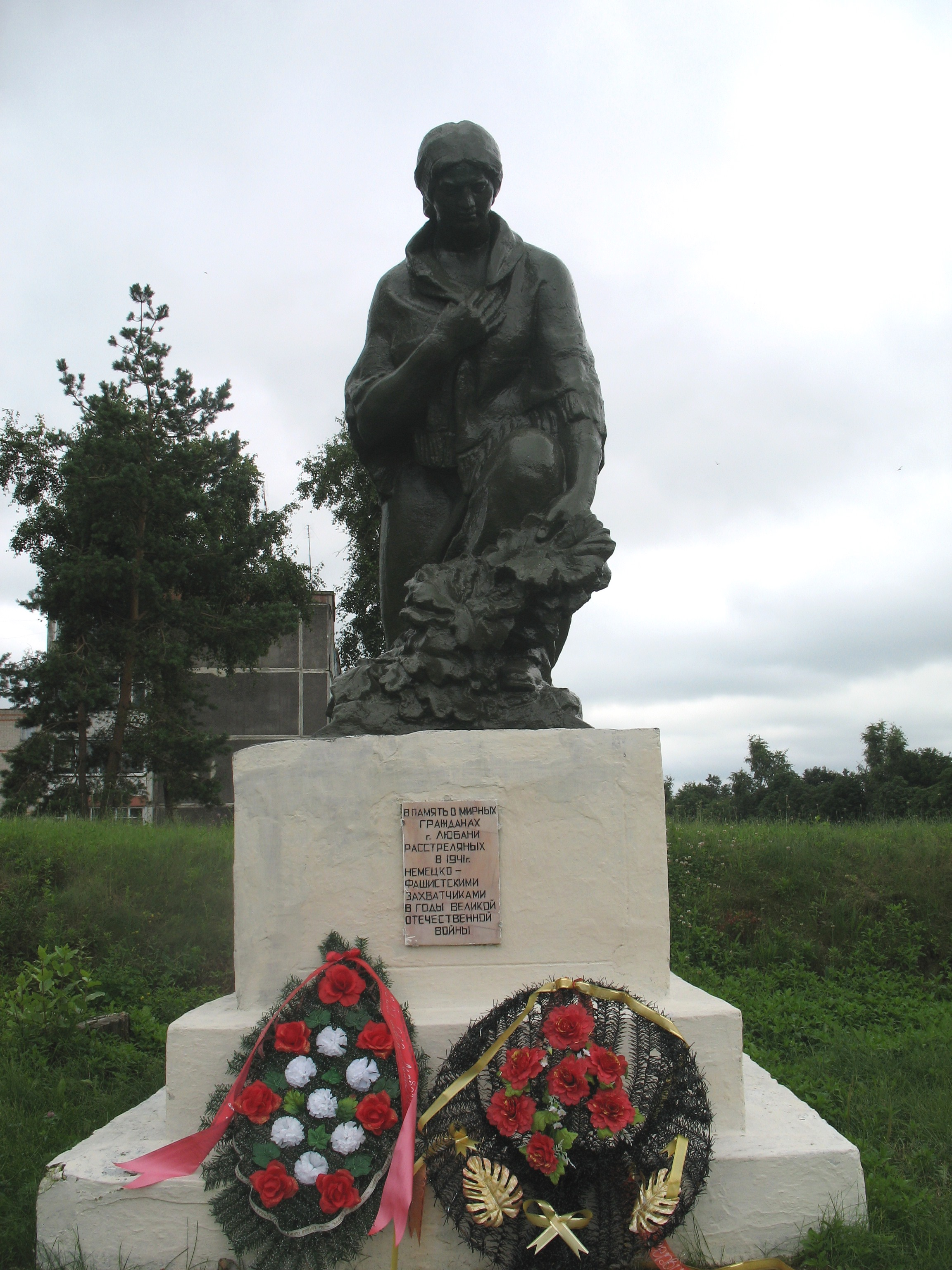
Памятник евреям Любани, убитым в ноябре 1941 года

Памятники евреям Уречья, убитым в 1942 и 1943 годах
За время оккупации практически все евреи Любанского района были убиты, а немногие спасшиеся в большинстве воевали впоследствии в партизанских отрядах.
Евреев в районе убили в Любани, Уречье, в деревнях Осовец, Костеши, Закальное, Орлево, Бояничи, Веженка и других.

## Гетто
Оккупационные власти под страхом смерти запретили евреям снимать желтые латы или шестиконечные звезды (опознавательные знаки на верхней одежде), выходить из гетто без специального разрешения, менять место проживания и квартиру внутри гетто, ходить по тротуарам, пользоваться общественным транспортом, находиться на территории парков и общественных мест, посещать школы.
Реализуя нацистскую программу уничтожения евреев, немцы создали на территории района 2 гетто.
- В гетто посёлка Любань (5 июля 1941—1943) были замучены и убиты не менее 1400 евреев.
- В гетто посёлка Уречье (лето 1941 — 4 августа 1943) были убиты более 1000 евреев.

## Случаи спасения и «Праведники народов мира»
В Любанском районе 5 человек были удостоены почетного звания «Праведник народов мира» от израильского мемориального института «Яд Вашем» «в знак глубочайшей признательности за помощь, оказанную еврейскому народу в годы Второй мировой войны»:
- Сойко Аксения и Николай — за спасение Флейшер Елизаветы и её сыновей в деревне Тройчаны[15].
- Шумейко Александра, Евгений и Иван — за спасение Голуб (Шильдкрет) Галины и Дикой (Шильдкрет) Анны в деревне Нежин[16].

## Память
Опубликованы неполные списки жертв геноцида евреев в Любанском районе — в Любани, в деревнях Осовец, Костеши, Закальное, Орлево, Бояничи, Веженка.
Памятники убитым евреям района установлены в Любани (убитым в ноябре 1941 года), и четыре памятника — в Уречье.